# Torma (commune)
Pour les articles homonymes, voir Torma.
Torma (en estonien : Torma vald) est une municipalité rurale d'Estonie située dans le comté de Jõgeva. Elle s'étend sur 349,3 km2

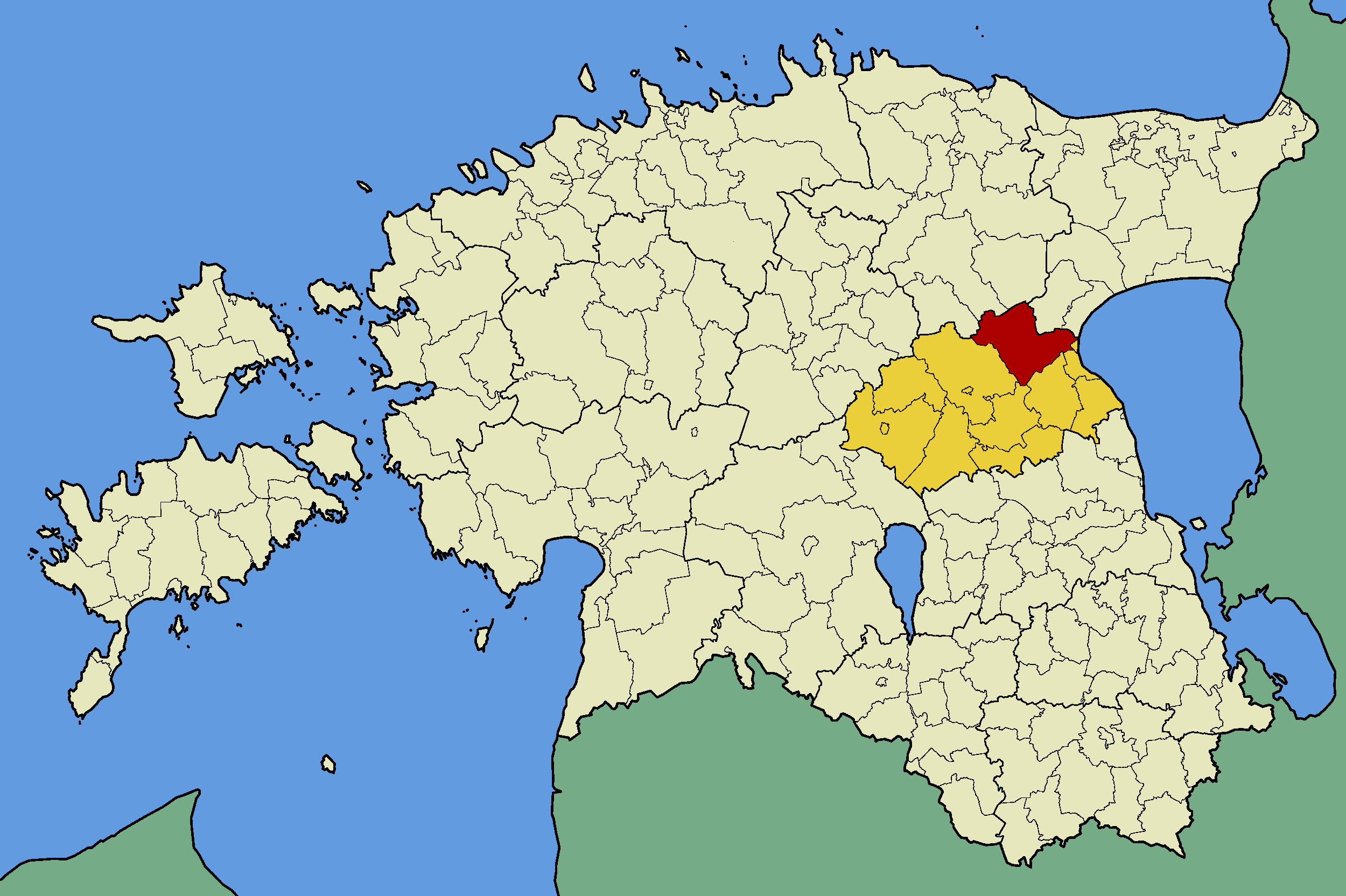
Commune de Torma (rouge)
dans le Comté de Jõgeva (jaune).

et a 1 875 habitants(01.01.2012).

## Municipalité
La municipalité comprend 2 bourg et 23 villages.

### Bourgs
Torma - Sadala.

### Villages
Iravere, Kantküla, Kodismaa, Koimula, Kõnnu, Leedi, Liikatku, Lilastvere, Näduvere, Ookatku, Oti, Rassiku, Reastvere, Rääbise, Sätsuvere, Tealama, Tuimõisa, Tõikvere, Tähkvere, Vaiatu, Vanamõisa, Võidivere, Võtikvere.

### Anciens Villages
Jaskametsa, Lullikatku, Saaremetsa.